# Lưu Biện
Hán Thiếu Đế (chữ Hán: 漢少帝; 175 - 6 tháng 3 năm 190), húy Lưu Biện (劉辯), là vị Hoàng đế thứ 13 của nhà Đông Hán, là Hoàng đế thứ 28 và cũng là áp chót của toàn bộ triều đại nhà Hán trong lịch sử Trung Quốc.
Ông lên ngôi khi còn nhỏ tuổi, do đó suốt thời đại này, ông bị mẹ là Hà Thái hậu lâm triều nhiếp chính, lại còn bị ông cậu Đại tướng quân Hà Tiến thao túng tất cả. Triều đại của ông chỉ ở vài tháng trong năm 189, sau đó bị phế truất bởi quyền thần Đổng Trác. Sau đó, ông bị giáng làm Hoằng Nông vương (弘農王), rồi liền bị Đổng Trác bức tử.

## Cuộc đời

### Thiếu thời
Lưu Biện sinh ngày 12 tháng 1 (âm lịch) năm Hi Bình thứ 5 (176), là con trai của Hán Linh Đế Lưu Hoành và Linh Tư Hà hoàng hậu. Mẹ ông là Hà hoàng hậu có tính khí nóng nảy, ghen tuông mù quáng, khi tại vị thì Hà hậu từng giết Vương mỹ nhân - mẹ của em trai ông là Lưu Hiệp. Khi Lưu Biện vừa sinh ra, Hán Linh Đế sợ ông khó nuôi nên cho gửi nhờ một Đạo sĩ họ Sử nuôi nấng, do đó có biệt danh là [Sử hầu; 史侯]. Sinh thời cũng gọi ông là [Hoàng tử Biện; 皇子辯].
Khi các hoàng tử lớn lên, Hán Linh Đế quyết định chọn ngôi vị Thái tử. Lưu Biện ra đời trước, nhưng Hán Linh Đế thấy đứa con này không đủ trí tuệ, không thể làm Tự quân, mà rất thích Lưu Hiệp là con của Vương mỹ nhân quá cố. Tuy vậy, Linh Đế khi ấy đang sủng ái Hà hậu, lại có anh trai của Hà hậu là Hà Tiến nhậm chức Đại tướng quân, quyền lực rất lớn, nên Hán Linh Đế chần chừ không quyết.

### Trở thành Hoàng đế
Năm Trung Bình thứ 6 (189), Hán Linh Đế hấp hối. Trước khi qua đời, Linh Đế giao phó Lưu Hiệp cho Thượng quân Giáo úy Kiển Thạc (蹇硕), một hoạn quan mà ông tin cẩn, hòng hi vọng Lưu Hiệp có thể kế thừa Hoàng vị. Cùng năm, ngày 11 tháng 4 (tức ngày 13 tháng 5 dương lịch), Linh Đế băng hà. Kiển Thạc muốn giết Hà Tiến trước để đoạt quyền, nên cho mời Hà Tiến vào hậu cung. Khi ấy, Tư mã Phan Ẩn (潘隐) thông đồng Hà Tiến, ra hiệu cho Hà Tiến biết mối nguy, nên Hà Tiến trở về đại doanh củng cố lực lượng. Sự việc này là tiền đề để Hoàng tử Biện lên ngôi.
Hai ngày sau khi Linh Đế băng hà, Hoàng tử Biện ở trước linh cữu của Linh Đế đăng cơ, năm ấy 14 tuổi, niên hiệu là Quang Hi (光熹). Theo cựu lệ, Hà hậu trở thành Hoàng thái hậu, lâm triều nhiếp chính, anh của Hà Thái hậu là Đại tướng quân Hà Tiến cùng Thái phó Viên Ngỗi đồng phụ chính. Kiển Thạc thất bại trong việc lập Hoàng tử Hiệp, sợ hãi cầu cứu các hoạn quan khác, nhưng tất cả đều hướng đến Hà Tiến, không muốn đắc tội nên không chịu giúp, cuối cùng Thạc bị Hà Tiến giết thảm.
Vào lúc đó, Trung thường thị Trương Nhượng và các hoạn quan, sử gọi Thập thường thị, có mâu thuẫn gay gắt với Hà Tiến, anh ruột của Hà Thái hậu. Bởi vì các hoạn quan nhiều năm đã thành một thế lực mạnh, trong ngoài cấu kết cực kỳ củng cố. Hà Tiến vừa nắm quyền, xưa nay cũng kiêng kị bọn họ, không dễ bề nắm được quyền thế, cho nên Hà Tiến nhiều lần đề nghị Hà Thái hậu bãi chức các hoạn quan, nhưng Hà Thái hậu lại không chịu vì hoạn quan vốn là những người hầu hạ đắc lực trong cung cấm không thể bỏ đi; hơn nữa trước đây Hà Thái hậu từng nhờ Thập thường thị can gián Hán Linh Đế nên không bị truất ngôi Hoàng hậu. Trương Nhượng đặc biệt được Hà Thái hậu tin cậy và sủng ái nhất, do con trai nuôi của ông đã lấy em gái Thái hậu.
Thấy Hà Thái hậu không chịu, có Viên Thiệu là dòng dõi Công khanh nhiều đời kiến nghị:"Hoàng môn Thường thị chiếm quyền đã lâu, lại còn Trường Lạc Thái hậu hưởng lạc thông dâm. Tướng quân nên tiến chọn hiền tài, khôi phục triều đình". Hà Tiến cho là phải, cùng Viên Thiệu và Viên Thuật, Phùng Kỷ (逢纪), Hà Ngung (何颙) rồi Tuân Du kết làm tâm phúc. Vì gợi ý của Viên Thiệu, Hà Tiến bèn sai người ra nói với Đổng Trác là Châu mục của Tịnh Châu, hãy "giả làm phản đòi dẹp hoạn quan", với mục đích là dọa Thái hậu phải bằng lòng bãi chức hoạn quan. Chủ bạ Trần Lâm (陈琳) khuyên can không thể rước họa vào nhà, nhưng Hà Tiến không nghe.
Sau đó, Hà Thái hậu nghe tin Đổng Trác sắp kéo quân vào Lạc Dương, trúng kế sợ hãi, vội ra chiếu cách chức các hoạn quan, chỉ giữ vài người tín nhiệm, đều là những Tiểu hoạn quan do Hà Tiến đề bạt. Điều này khiến Viên Thiệu không chịu, khuyên Hà Tiến dứt điểm hoàn toàn, nhưng Hà Tiến vẫn cứ trù tính, do đó Viên Thiệu giả truyền chỉ ý của Hà Tiến, lệnh các châu, quận lùng bắt thân thuộc của các hoạn quan, do đó các hoạn quan hốt hoảng, biết là sẽ sinh đại biến. Không thể chờ chết, sau khi bị bãi nhiệm, Trương Nhượng lại gọi con trai và con dâu dập đầu, con dâu ông vốn là em gái Hà Thái hậu, nên Trương Nhượng nói:"Lão thần đắc tội, hẳn là nên về tư môn xám hối. Nhưng lão thần nhiều đời chịu ân, hiện tại muốn rời xa hoàng cung, nhất thời quyến luyến khó xá, thỉnh lại một lần tiến cung, có thể tạm thời vấn an Thái hậu. Khi lại thấy được ngọc nhan, có chết cũng không hối!". Con trai và con dâu Trương Nhượng đến xin Vũ Dương quân cầu tình, vốn Vũ Dương quân có nhận hối lộ của họ, nên vào cung nói lại với Hà Thái hậu, do đó Thái hậu triệu tập các hoạn quan về lại trong cung phục sự như cũ.
Năm Quang Hi nguyên niên (189), tháng 8, Hà Tiến lại tới Trường Lạc cung để đề nghị Hà Thái hậu không chỉ bãi miễn mà giết Trương Nhượng và tất cả các hoạn quan. Trong các hoạn quan có người nghe được chuyện bèn báo với Trương Nhượng, thế là Trương Nhượng cùng Đoàn Khuê giả truyền ý chỉ của Thái hậu để gọi một mình Hà Tiến vào cung, sau vội huy động vài mươi quân lính cầm binh khí phục sẵn, đợi lúc Hà Tiến ra cửa cung bèn đổ ra bắt sống, mang tới dưới lầu Thượng thư rồi kể tội vong ân bội nghĩa và giết chết trước Gia Đức điện.
Ngày 26 tháng 8, tin tức Hà Tiến bị giết truyền ra, thủ hạ của Hà Tiến là Viên Thiệu mang quân đánh vào hoàng cung giết hoạn quan báo thù cho Hà Tiến. Trong lúc hỗn loạn, Trương Nhượng cùng Đoàn Khuê dắt Hà Thái hậu, Hán Thiếu Đế và Trần Lưu vương Lưu Hiệp chạy trốn từ đường phức đạo Nam cung ra Bắc cung. Đúng lúc đó Thượng thư Lư Thực cầm giáo chạy tới, giữ được Hà Thái hậu.
Sang ngày 27 tháng 8, Trương Nhượng và Đoàn Khuê bị bức bách bởi nhóm quân truy đuổi, bèn đem Hán Thiếu Đế cùng Trần Lưu vương bắt đi tiếp, phải đi bộ một đoạn dài, đêm ấy thì đến Tiểu bình tân. Hán Thiếu Đế cùng Trần Lưu vương cứ đi như vậy, bên cạnh cũng không có Công khanh phụ tá, mãi sau thì Hà Nam Trung bộ duyện là Mẫn Cống (閔貢) dẫn binh truy đến, giết vài tên hoạn quan, lại hạch tội Trương Nhượng cùng Đoàn Khuê họa loạn quốc chính. Trương và Đoàn cùng đường, hướng Thiếu Đế chắp tay vái lạy rồi nhảy xuống sông Hoàng Hà tự sát. Sau đó, Mẫn Cống đỡ Thiếu Đế cùng Trần Lưu vương dần dần mò về hoàng cung, trên đường Mẫn Cống phải mượn một chiếc xe đẩy tay của bá tánh ven đó để chở Thiếu Đế cùng Trần Lưu vương, ròng rã suốt cả đêm. Ba người sau đó đến Lạc xá, mới xuống xe nghỉ ngơi. Đến rạng sáng ngày 28 tháng 8, Mẫn Cống tìm thấy hai con ngựa, Thiếu Đế cưỡi một con, Mẫn Cống cưỡi một con chở Trần Lưu vương, phóng ngựa về hướng kinh sư. Lúc này mới bắt đầu thấy bóng dáng các Công khanh đại thần ra đón.

### Bị phế truất

Lưu Biện

Năm Quang Hi nguyên niên (189), ngày 28 tháng 8 (tức ngày 25 tháng 9 dương lịch), Hán Thiếu Đế trở về hoàng cung. Đại xá thiên hạ. Đổi niên hiệu thành Chiêu Ninh (昭寧).
Đổng Trác vào kinh khống chế triều đình, tự phong làm Tư không, quyền khuynh triều dã. Trác biết mọi người không phục, bèn tính việc phế truất Thiếu Để để lập người khác. Khi ấy, trong triều ngoài Lư Thực và Viên Thiệu là có đại quyền, còn lại đều không ai dám phản đối Đổng Trác. Cùng năm ấy, ngày 1 tháng 9 (tức ngày 28 tháng 9 dương lịch), Đổng Trác bắt Hà Thái hậu triệu tập quan viên ở Sùng Đức điện (崇德殿), tuyên bố lập Trần Lưu vương Lưu Hiệp làm Hoàng đế, giáng Đương kim Hoàng đế Lưu Biện làm Hoàng Nông vương (弘農王), còn Hoàng thái hậu phải hoàn chính lui về hậu cung. Sau khi tuyên đọc chiếu thư, Thái phó Viên Ngỗi tháo Hoàng đế tỉ thụ trên người Lưu Biện xuống để trao cho Lưu Hiệp. Sau đó, Viên Ngỗi bế Lưu Hiệp lên Đế tọa, còn Hoằng Nông vương Biện ở trước mặt Tân Hoàng đế vái lạy xưng thần. Quần thần trong lòng bi thống, nhưng đều không dám nói gì.
Năm Sơ Bình nguyên niên (190), các Châu mục, Thứ sử ở khắp nơi tại Sơn Đông nổi dậy thảo phạt Đổng Trác. Sợ hợp binh có danh nghĩa phò trợ Hoằng Nông vương Lưu Biện trở lại Đế vị, Đổng Trác quyết tâm giết chết Lưu Biện, trước tiên Trác giam Lưu Biện trên một tòa lầu cao biệt lập, phái người canh gác. Ngày 12 tháng 1 (tức ngày 6 tháng 3 dương lịch), Đổng Trác sai Lý Nho đem rượu độc đến, ban chết Hoằng Nông vương Lưu Biện. Lúc ấy, Lý Nho dâng thuốc nói:"Uống thuốc này, bệnh ngài sẽ khỏi", nhưng Lưu Biện liền nói:"Ta nào có bệnh gì. Là các người muốn ta chết mà thôi!". Lý Nho không giả vờ nữa, bắt ép Lưu Biện uống, ông buồn bã ca lên:"Thiên đạo dịch hề ngã hà gian! Khí vạn thừa hề thối thủ phồn. Nghịch thần kiến bách hề mệnh bất duyên, thệ tương khứ nhữ hề thích u huyền!". Chính phi của Lưu Biện là Đường Cơ đang ở bên cạnh, cảm khái mà múa một bài tuyệt đẹp theo lời ca của ông, sau đó Lưu Biện nói:"Nàng là Đế vương phi, sau này khó có thể trở thành thê tử của hàng tiểu lại thứ dân. Nàng hãy tự chiếu cố chính mình, chúng ta từ đây bái biệt!". Nói xong, Lưu Biện uống thuốc mà chết, khi ấy 15 tuổi.
Tháng 2 (âm lịch) năm ấy, Hán Hiến Đế Lưu Hiệp sai người mai táng anh cả Hoằng Nông vương Lưu Biện vào một chỗ với Trung thường thị Triệu Trung, thụy hiệu là [Hoài vương; 懷王]. Sau loạn Lý Thôi cùng Quách Dĩ, Hán Hiến Đế nghe nói chị dâu Đường Cơ còn sống, bèn phong làm Vương phi, an trí vào mộ của Hoằng Nông vương.